# Bromokriptin
A bromokriptin (INN: bromocriptine) gátolja a prolaktin-elválasztást és stimulálja a dopaminreceptorokat. Endokrinológiai és neurológiai indikációs területe van. Farmakológiai tulajdonságai az indikációs területek szerint jellemezhetők. A VIII. Magyar Gyógyszerkönyvben Bromokriptin-mezilát (Bromocriptini mesilas)    néven hivatalos.  

## Endokrinológia
Gátolja a prolaktin kiválasztását anélkül, hogy befolyásolná a többi hipofízis elülsőlebeny hormon normál szintjét. Akromegáliás betegeken csökkenti a plazma emelkedett növekedésihormon-szintjét, ezáltal a klinikai tüneteket és a glükóz-toleranciát kedvezően befolyásolja.
Megakadályozza a tejelválasztás megindulását, illetve a már megindult tejelválasztást megszünteti. Visszaállítja a prolaktintól függő menstruációs ciklust és ovulációt. Eredményes az amenorrhoea és az anovuláció (galactorrhoeavál vagy anélkül) kezelésében. Nem növeli a tromboembólia kockázatát. Csökkenti a prolaktint szekretáló hipofízis-adenoma méretét. Javítja a policisztás ovárium szindróma klinikai tüneteit. Az emlő jóindulatú betegségei esetén csökkenti a ciszták számát, a fájdalmat, normalizálja a progeszteron/ösztrogén egyensúlyt.

## Neurológia
Dopaminerg-aktivitása révén, az endokrinológiában használatos dózisnál általában magasabb adagban, hatékony a parkinsonizmus kezelésében, amelyet specifikus nigrostriatális dopamindeficit jellemez. A dopaminreceptorok stimulációjával helyreállítja a neurokémiai egyensúlyt. Klinikailag javítja a parkinsonos tüneteket (tremor, rigor, bradykinesia) és a depressziót, a betegség minden stádiumában. Adható önmagában, vagy más anti-parkinson készítménnyel kombinálva. A kombináció csökkenti a levodopa-igényt, ezáltal késlelteti a motoros fluctuatiók kialakulását. Bromokriptin terápia mellett lehetőség nyílik a kombinációban adott készítmények, elsősorban a levodopa adagjának a csökkentésére. Így kiküszöbölhetők a levodopa-kezelés okozta nemkívánatos hatások közül az „end of dose”, az „on-off” jelenség és a dyskinesia. Javítja a betegek depressziós tüneteit.

## Farmakokinetikai tulajdonságok
Orális adagolás után gyorsan és jól abszorbeálódik a gasztrointesztinális traktusból. Az anyavegyület és metabolitjai a májban metabolizálódnak és a széklettel ürülnek, csupán 6% eliminálódik a vesén keresztül. 96%-ban kötődik a plazmafehérjékhez. A csúcskoncentráció 1-3 órán, a prolaktinszintet csökkentő hatás 1-2 órán belül jelentkezik, a maximumot kb. 5 óra múlva éri el és a hatása 8-12 órát tart. Az anyavegyület eliminációja a plazmából bifázisos, terminális felezési ideje 15 óra körül van.
Az idős kor nem befolyásolja közvetlenül a farmakokinetikai paramétereket, májkárosodás esetén azonban az elimináció lassulása a plazmakoncentráció emelkedését eredményezheti, ami szükségessé teheti a dózis megváltoztatását.